# 東標津信號場
東標津信號場（日语：／ Higashi-shibetsu Shingō-jō */?）是位於北海道標津郡標津村（現時：中標津町），運輸通信省/運輸省鐵道總局（國有鐵道）標津線的號誌站（廢站）。曾經只於第二次世界大戰末期一度營業。

## 概要
此處設有分岔點，連接此處至舊海軍標津第一飛行場之間（現時：中標津機場）。那路段為軍用線，當時透過該線，從標津港運送建材和軍備至該飛行場。在終戰後，軍用線被撒去，而此號誌站也被廢除。

## 歷史
- 1944年（昭和19年）5月1日：號誌站啟用[1]。
- 1945年（昭和20年）11月2日：號誌站停用[1]。

## 現狀
大部分軍用線變成了道路。（北六號俵橋至機場線，北海道道774號川北中標津線）

## 相鄰車站
運輸省鐵道總局（廢除時）
標津線
中標津－（東標津信號場）－上武佐

## 注腳
1. 1 2 3 4  石野哲 (编).  初版. JTB. 1998-10-01: 927. ISBN 978-4-533-02980-6 （日语）.

## 相關項目
- 日本號誌站列表（日语：日本の信号場一覧）